# Olympiakos Syndesmos Filathlōn Peiraiōs 2019-2020 (pallacanestro maschile)
Questa voce raccoglie le informazioni riguardanti l'Olympiakos B.C. nelle competizioni ufficiali della stagione 2019-2020.

## Stagione
Nella stagione 2019-2020 l'Olympiakos partecipa solo all'Euroleague Basketball.

## Roster
Aggiornato al 2 agosto 2019.
| Olympiakos 2019-20 | Olympiakos 2019-20 |
| Giocatori          | Staff tecnico      |
| ------------------ | ------------------ |

| N. | Naz.                                            | Ruolo | Nome                     | Anno | Alt.   | Peso   |  |
| -- | ----------------------------------------------- | ----- | ------------------------ | ---- | ------ | ------ |  |
| 0  | Stati Uniti (bandiera)                          | PG    | Kevin Punter             | 1993 | 190 cm | 86 kg  |  |
| 1  | Stati Uniti (bandiera) · Montenegro (bandiera)  | PG    | Taylor Rochestie         | 1985 | 188 cm | 88 kg  |  |
| 2  | Stati Uniti (bandiera)                          | P     | Wade Baldwin             | 1996 | 193 cm | 92 kg  |  |
| 3  | Stati Uniti (bandiera)                          | G     | Brandon Paul             | 1991 | 193 cm | 91 kg  |  |
| 4  | Grecia (bandiera)                               | AG    | Vasilīs Charalampopoulos | 1997 | 204 cm | 109 kg |  |
| 6  | Grecia (bandiera)                               | P     | Antōnīs Koniarīs         | 1997 | 191 cm | 86 kg  |  |
| 7  | Grecia (bandiera)                               | G     | Vasilīs Spanoulīs (C)    | 1982 | 192 cm | 89 kg  |  |
| 8  | Stati Uniti (bandiera)                          | P     | Dwight Buycks            | 1989 | 191 cm | 86 kg  |  |
| 10 | Stati Uniti (bandiera)                          | P     | Will Cherry              | 1991 | 185 cm | 80 kg  |  |
| 11 | Serbia (bandiera)                               | C     | Nikola Milutinov         | 1994 | 212 cm | 116 kg |  |
| 14 | Bulgaria (bandiera) · Grecia (bandiera)         | AG    | Aleksandăr Vezenkov      | 1995 | 206 cm | 102 kg |  |
| 15 | Grecia (bandiera)                               | AG    | Giōrgos Printezīs        | 1985 | 206 cm | 105 kg |  |
| 16 | Grecia (bandiera)                               | AP    | Kōstas Papanikolaou      | 1990 | 203 cm | 107 kg |  |
| 19 | Lituania (bandiera)                             | A     | Mindaugas Kuzminskas     | 1989 | 206 cm | 98 kg  |  |
| 20 | Serbia (bandiera) · Grecia (bandiera)           | AC    | Aleksej Pokuševski       | 2001 | 211 cm | 90 kg  |  |
| 21 | Stati Uniti (bandiera)                          | AG    | Augustine Rubit          | 1989 | 200 cm | 104 kg |  |
| 22 | Stati Uniti (bandiera)                          | C     | Ethan Happ               | 1996 | 208 cm | 108 kg |  |
| 32 | Stati Uniti (bandiera)                          | C     | Octavius Ellis           | 1993 | 208 cm | 107 kg |  |
| 33 | Stati Uniti (bandiera)                          | AC    | Willie Reed              | 1990 | 211 cm | 111 kg |  |
| 77 | Stati Uniti (bandiera) · Azerbaigian (bandiera) | AP    | Shaquielle McKissic      | 1990 | 196 cm | 91 kg  |  |

| Allenatore |
| - / David Blatt (fino al 6 ottobre) - Kęstutis Kemzūra (dal 6 ottobre fino al 12 gennaio) - Giōrgos Mpartzōkas (dal 12 gennaio)                                          |
| Assistente/i |
| - Giōrgos Dedas - Kęstutis Kemzūra (fino al 6 ottobre) - Donaldas Kairys (dal 28 ottobre fino al 4 febbraio) Legenda - (C) Capitano - (IN) Inattivo - Infortunato Roster |

## Mercato

### Sessione estiva
| Acquisti | Acquisti                 | Acquisti          | Acquisti      | Acquisti |
| R.       | Nome                     | da                | Modalità      |          |
| -------- | ------------------------ | ----------------- | ------------- | -------- |
| PG       | Kevin Punter             | Virtus Bologna    | definitivo    |          |
| AG       | Ethan Happ               | Wisconsin Badgers | definitivo    |          |
| P        | Antōnīs Koniarīs         | PAOK Salonicco    | definitivo    |          |
| G        | Brandon Paul             | Zhejiang G. Bulls | definitivo    |          |
| P        | Wade Baldwin             | Raptors 905       | definitivo    |          |
| A        | Mindaugas Kuzminskas     | Olimpia Milano    | definitivo    |          |
| PG       | Nikos Arsenopoulos       | Psichiko          | fine prestito |          |
| AG       | Augustine Rubit          | Bamberger         | definitivo    |          |
| AG       | Vasilīs Charalampopoulos | Lavrio            | definitivo    |          |

| Cessioni | Cessioni                 | Cessioni        | Cessioni          | Cessioni |
| R.       | Nome                     | a               | Modalità          |          |
| -------- | ------------------------ | --------------- | ----------------- | -------- |
| AP       | Jānis Timma              | Chimki          | riscatto prestito |          |
| PG       | Jānis Strēlnieks         | CSKA Mosca      | fine contratto    |          |
| G        | Vaggelīs Mantzarīs       | UNICS Kazan'    | rescissione       |          |
| AC       | Zach LeDay               | Žalgiris Kaunas | rescissione       |          |
| C        | Giōrgos Mpogrīs          | Promitheas      | rescissione       |          |
| P        | Nigel Williams-Goss      | Utah Jazz       | definitivo        |          |
| AC       | Dīmītrīs Agravanīs       | Promitheas      | rescissione       |          |
| PG       | Nikos Arsenopoulos       | Olympiakos B    | prestito          |          |
| AG       | Vasilīs Charalampopoulos | Iōnikos Nikaias | prestito          |          |

### Dopo l'inizio della stagione
| Acquisti | Acquisti                 | Acquisti          | Acquisti         | Acquisti      |
| R.       | Nome                     | da                | Data             | Modalità      |
| -------- | ------------------------ | ----------------- | ---------------- | ------------- |
| AC       | Willie Reed              | Free agent        | 25 ottobre 2019  | definitivo    |
| P        | Taylor Rochestie         | Anhui Wenyi       | 26 ottobre 2019  | definitivo    |
| AG       | Vasilīs Charalampopoulos | Iōnikos Nikaias   | 8 gennaio 2020   | fine prestito |
| C        | Octavius Ellis           | Promitheas        | 27 gennaio 2020  | definitivo    |
| AP       | Shaquielle McKissic      | Beşiktaş          | 10 febbraio 2020 | definitivo    |
| P        | Dwight Buycks            | Shenzhen Leopards | 16 febbraio 2020 | definitivo    |

| Cessioni | Cessioni             | Cessioni         | Cessioni         | Cessioni    |
| R.       | Nome                 | a                | Data             | Modalità    |
| -------- | -------------------- | ---------------- | ---------------- | ----------- |
| C        | Ethan Happ           | Vanoli Cremona   | 7 novembre 2019  | prestito    |
| A        | Mindaugas Kuzminskas | Lokomotiv Kuban' | 9 novembre 2019  | rescissione |
| PG       | Kevin Punter         | Stella Rossa     | 27 dicembre 2019 | rescissione |
| AC       | Willie Reed          | S.L.C. Stars     | 10 gennaio 2020  | rescissione |
| P        | Will Cherry          | Pall. Reggiana   | 15 gennaio 2020  | rescissione |